# Bertolt-Brecht-Gymnasium (Bad Freienwalde)
Das Bertolt-Brecht-Gymnasium in Bad Freienwalde ist ein staatliches Gymnasium. Es wurde 1991 neu gegründet und befindet sich als Anstalt des öffentlichen Rechts in der Trägerschaft des Brandenburger Landkreises Märkisch-Oderland.

## Geschichte

### Bertolt-Brecht-Gymnasium ab 1991
Das Gymnasium ging hervor aus der Erweiterten Polytechnischen Oberschule, kurz EOS „Bertolt Brecht“ (siehe unten). Es wurde nach dem Zusammenbruch der DDR neu gegründet und begann in der Trägerschaft (bis 1993) des Kreises Bad Freienwalde seinen Schulbetrieb nach den Sommerferien, am 22. August 1991. 1991/92 war das erste Schuljahr im Rahmen des neuen Schulgesetzes des neu gegründeten Landes Brandenburg.
Erster Schulleiter war Ernst Opitz, bis 2007, der zur Eröffnung sagte: Wir werden uns als Kollegium weiter dafür engagieren, dass die Abiturienten, die unser Haus verlassen, zu demokratischem Handeln und Entscheiden fähig sind, dass sie in dieser Zeit, die zwar lockere Umgangsformen beschert, aber auch Toleranz und Kompromissfähigkeit fordert, bestehen – und das ist wohl auch im Sinne von Bertolt Brecht.
Die Schul- und die Lehrerkonferenz beschlossen einstimmig, den Namen Bertolt Brecht beizubehalten, es gab keine Gegenvorschläge.

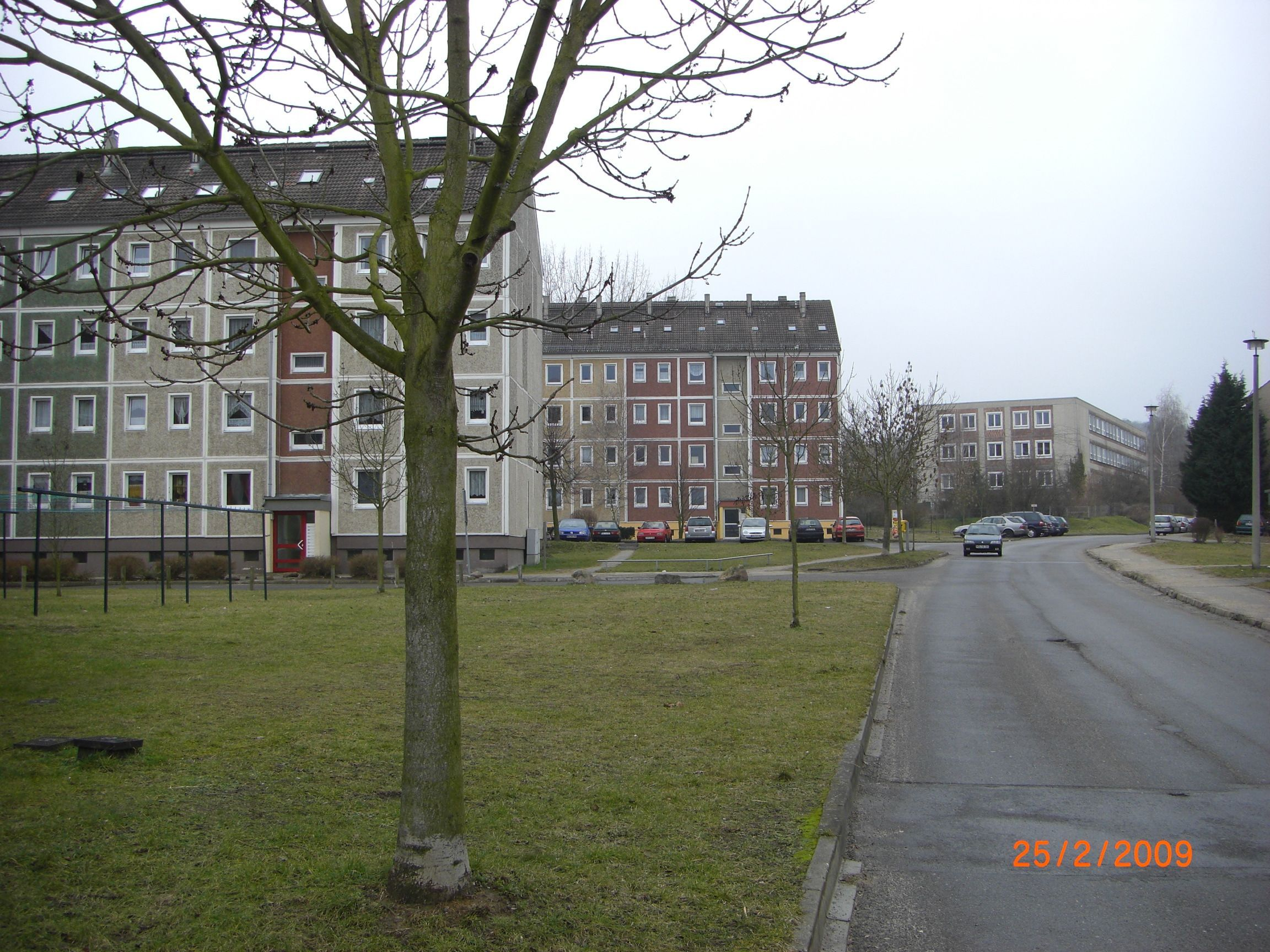
Scheunenviertel, im Hintergrund das Gymnasium 2009

Das Gymnasium bekam das Gebäude der ehemaligen Allgemeinen Polytechnischen Oberschule, kurz POS „Geschwister-Scholl“, Am Scheunenberg 1. Das Schulgebäude war 1986–1987 in Plattenbauweise im Scheunenviertel für die POS errichtet worden, die am 1. September 1988 in das neue Schulgebäude gezogen war und die Schule verlassen und mit dem Gebäude der ehemaligen EOS in der Johannisstraße 1 tauschen musste (heute Laurentiusschule). Ein neuer Computerraum für den Informatikunterricht wurde eingerichtet, 2003 ging die Schule online, 2010 wurde im Computerraum das erste Whiteboard installiert.
Das erste Schuljahr hatte 548 Schüler und Schülerinnen der Klassen 7–12 und 39 Lehrer und Lehrerinnen. Im zweiten Schuljahr, 1992/93 gab es die Klassen 7–13 mit der ersten Reifeprüfung 1993.
Die Schülerzahl stieg in den 1990er Jahren an, ging in den 2000er Jahren zurück, ein Ergebnis des Geburten- und Bevölkerungsrückgangs nach dem Zusammenbruch der DDR und nach der Wende. Zum Schuljahr 2006/07 wird das Abitur nach der zwölften Jahrgangsstufe, Klasse 7–12, eingeführt, die Klasse 13 entfällt, 2012 wird die erste Reifeprüfung nach zwölfjähriger Schulzeit abgenommen. 2009 konnte wegen sinkender Neuanmeldungen keine 7. Klasse beginnen, es drohte die Schließung. In den nächsten Jahren stiegen die Anmeldungen wieder an und ab 2014 wurden wieder alle Jahrgangsstufen, Klassen 7–12 unterrichtet, 2015 konnten wieder drei 7. Klassen eröffnet werden.
Während des Oderhochwassers 1997 diente die Schule als Quartier für die Helfersoldaten der Bundeswehr.

### Vorgängerschulen 1863–1991
Die gymnasiale Bildung in Bad Freienwalde hat eine lange Tradition mit wechselnden Rahmenbedingungen gemäß der Staatsumbrüche, alle führten durchgängig zur Hochschulreife. Sie begann mit dem wirtschaftlichen und kurstädtischen Aufschwung als Kreisstadt des Kreises Oberbarnim in der Mitte des 19. Jahrhunderts.

#### Progymnasium 1863–1868
Ab 1862 plante die Stadt unter der Leitung des Kreisrichters und Vorsitzenden des städtischen Verwaltungsrats Karl Haekel, Bruder von Ernst Haeckel, den Ausbau der höheren Bildung. Am 17. Oktober 1862 beschloss die Stadt die Umwandlung der bestehenden höheren Knabenschule in ein Progymnasium mit den Jahrgangsstufen Sexta bis Tertia als Vorstufe eines späteren Gymnasiums. Das Progymnasium begann am 14. April 1863 den Unterricht mit 75 Schülern unter der Leitung des Rektors Waldemar Kopp (1825–1881), ab 1865 nutzte es ein Kur- und Badehaus im Kurviertel.

#### Städtisches Gymnasium 1868–1891

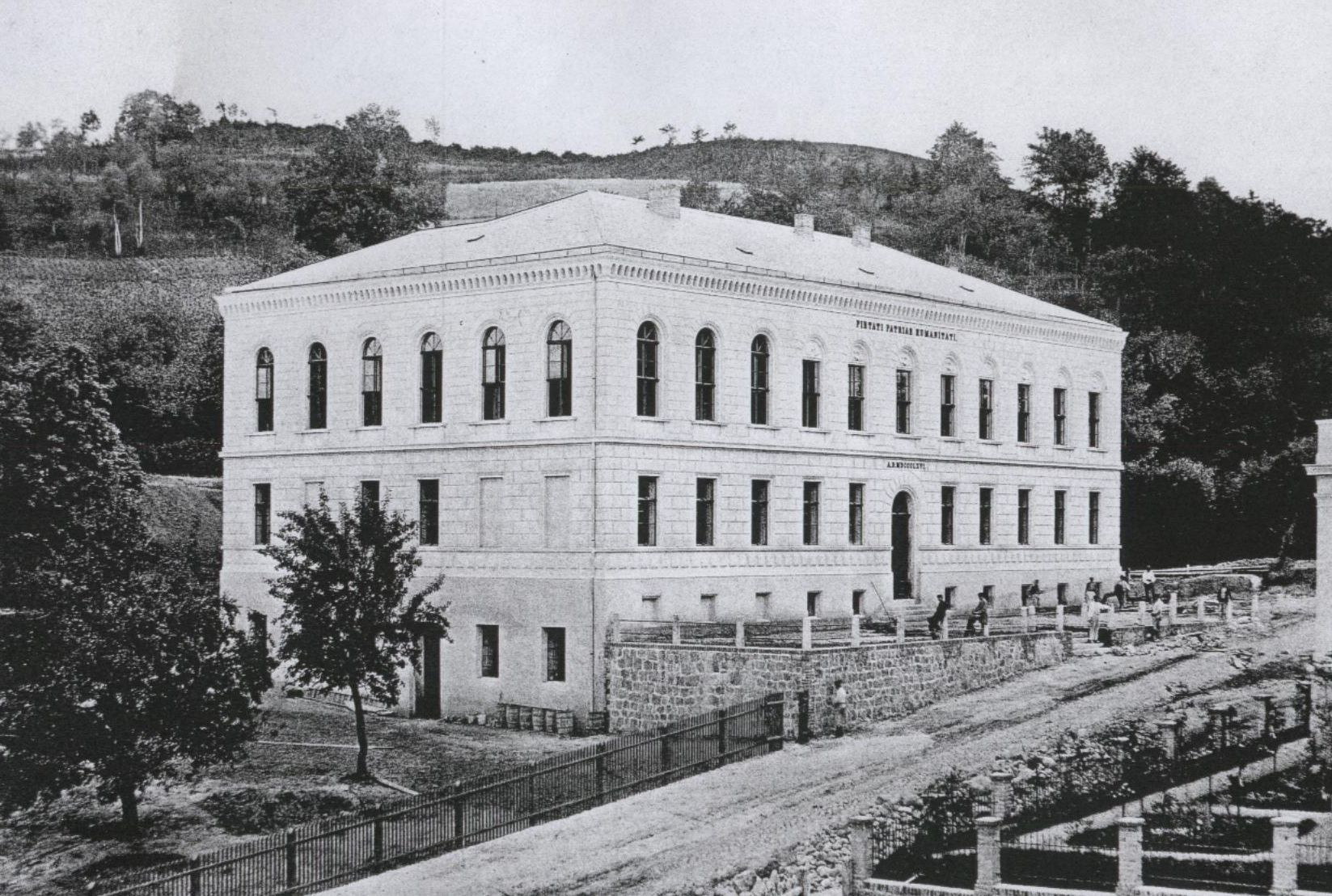
Städtisches Gymnasium kurz vor der Fertigstellung 1888

Das Progymnasium konnte durch ministerielle Verfügung zu einem Vollgymnasium erweitert werden, brauchte dazu aber mehr Platz und ein neues Gebäude, das 1866–1867 in der Weinbergstraße 4 errichtet wurde. Der Schulbetrieb des neuen Gymnasiums begann nach Ostern 1868 mit einer ersten Unterprima, die zwei Jahre später, am 4. März 1870, das erste gymnasiale Abitur ablegte. Das Gebäude in der Weinbergstraße existiert immer noch (siehe Bild rechts), heute Käthe-Kollwitz-Grundschule. Unter dem Dachsims in der Mitte des Gebäudes befand sich die Widmung: PIETATI PATRIAE HUMANITATI., d. h., der Pietas dem Vaterland der Bildung., 1945 abgeschlagen; über dem Eingang befindet sich immer noch das Jahr der Grundsteinlegung: A.D.MDCCCLXVI., d. h., Anno Domini, im Jahre des Herren, 1866.

#### Königliches Gymnasium 1891–1922
Der Stadt konnte die Schule finanziell nicht mehr allein trage und beantragte staatliche Unterstützung, so dass sie am 1. April 1889 in die Verwaltung des preußischen Staats überging. 1891 erfolgt die Umbenennung und Umwandlung des Städtischen in ein königliches Humanistisches Gymnasium mit den Kernfächern Latein und Griechisch.

#### Reformrealgymnasium 1922–1937
Die Schulreform der Weimarer Republik nach dem Ersten Weltkrieg machte aus dem Humanistischen ein Realgymnasium unter Aufgabe der alten Sprachen und Einführung von Französisch und Englisch. Ab 1931 hieß es Staatliches Reform-Realgymnasium zu Freienwalde (Oder).

#### Staatliche Deutsche Oberschule für Jungen 1937–1945
Die Deutsche Oberschule ist ein Ergebnis der nationalsozialistischen Schulreform mit neuen Lehrplänen, mehr Sportunterricht, weiterhin Französisch, Englisch und dazu wieder Latein. Am 16. März 1942 wurde das letzte normale Abitur abgelegt, bis 1945 gab es kriegsbedingt nur noch das Notabitur.
Nach dem Krieg wurde das Gebäude für die höhere Bildung aufgegeben, die Widmung unter dem Sims abgeschlagen. Eine Volksschule zog ein, heute nutzt die Käthe-Kollwitz-Grundschule das Gebäude.

#### Oberschule und Erweiterte Oberschule 1946–1991

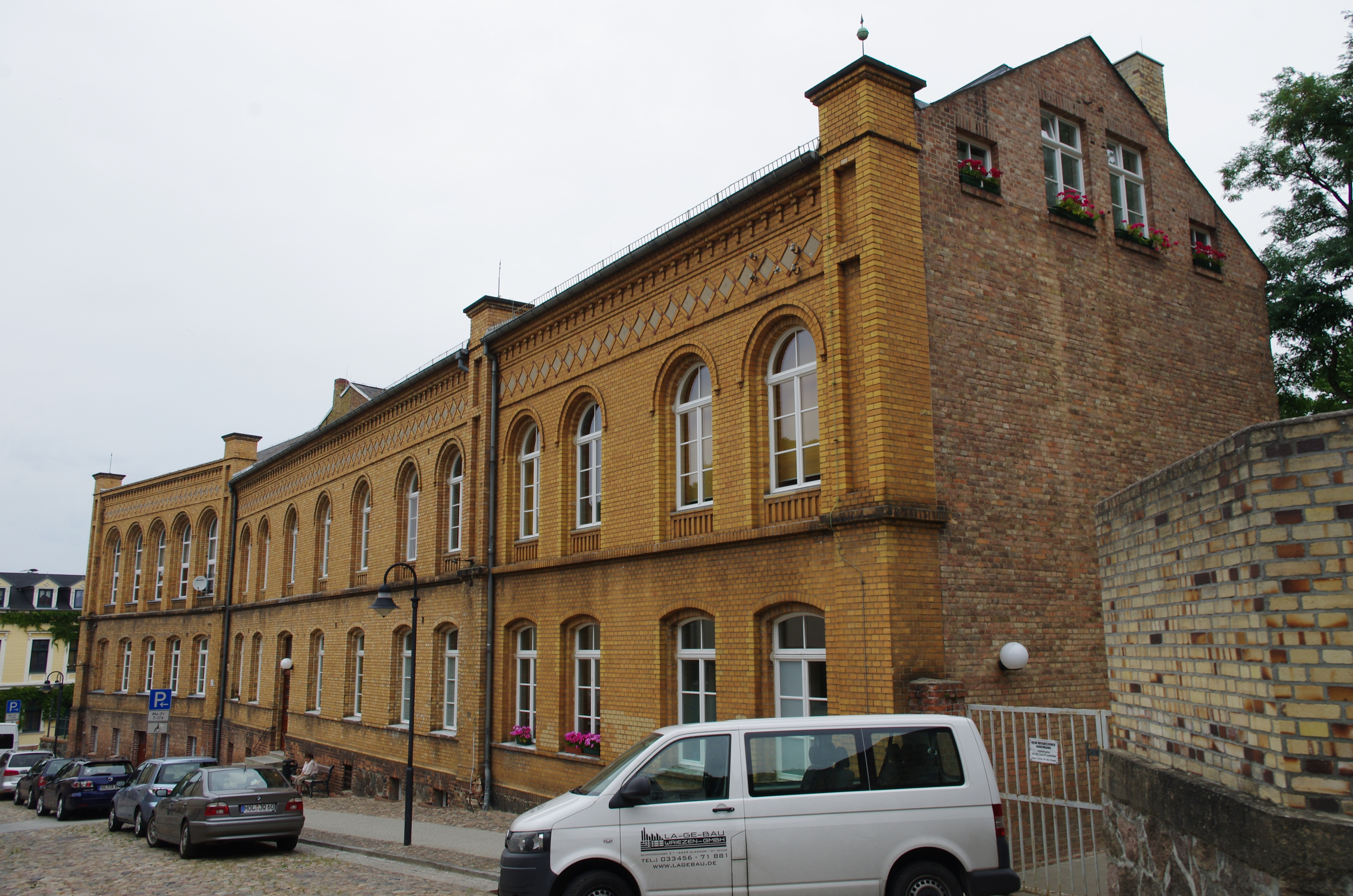
Ehemaliges Lyzeum in der Johannisstraße 1

Mit der Schließung des Jungen-Gymnasiums endete die seit 1863 den Jungen vorbehaltene gymnasiale Monoedukation und es beginnt der koedukativen Unterricht. Die von Kommunisten dominierte Verwaltung gründete dazu in Zusammenarbeit mit der Sowjetischen Militäradministration, SMAD, eine neue Oberschule mit den Klassen 9–12, in der nach der 12. Klasse das Abitur abgelegt wurde. Im April 1946 begann im Gebäude des Lyzeums, Johannisstraße 1, das in den letzten Kriegsjahren als Lazarett und Flüchtlingsunterkunft gedient hatte, der Unterricht.
Im Frühjahr 1947 beherbergte die Schule Hochwasserflüchtlinge der Oderflutkatastrophe im Oderbruch.
Ab 1960 wurde die Oberschule im Rahmen der sozialistischen Bildungsreform zur vierjährigen Erweiterten Polytechnischen Oberschule, EOS, Klassen 9–12. 1969 bekam sie den Namen Bertolt Brecht. Der Antrag an Helene Weigel lautete: Sollten wir diesen Namen tragen dürfen, so wird es unsere Aufgabe sein, uns durch besondere Veranstaltungen unserer Schüler noch intensiver und umfangreicher mit dem Leben und Wirken von Bertolt Brecht vertraut zu machen.
1962–1967 war der Schulbesuch mit einer Berufsausbildung gekoppelt und die Schüler erwarben zusammen mit dem Abitur einen Facharbeiterabschluss. Ab 1984 konnten nur noch Schüler, die die 10. Klasse der POS absolviert hatten und besonders befähigt waren, die EOS besuchen. Sie bestand somit nur noch aus der sogenannten zweijährigen Abiturstufe, Klasse 11 und 12.
In ihrem letzten Schuljahr 1990/91 wurde die EOS nach dem Vorbild des gymnasialen Unterrichts der alten Bundesländer umgestaltet, alle Lehrer mussten sich neu bewerben und wurden auf Stasi-Tätigkeit überprüft. Die Schulleitung wechselte von Dorit Schulz (Schulleiterin 1967–1990) auf Ernst Opitz (Schulleiter 1990–2007) über. Ihm oblag die Aufgabe, die einstige Oberschule des realexistierenden DDR-Sozialismus in das modernisierte Gymnasium westlicher Prägung zu transformieren.

## Schulleiter und -leiterinnen ab 1990
- 1990–2007 Ernst Opitz, Transformation von der DDR-Oberschule zum Gymnasium, 2007 Ruhestand
- 2007–2012 Gudrun Fenger, kommissarisch, Etablierung des neuen Schulprogramms und -profils „Schule in der Region – offen für die Welt“, 2012 Ruhestand
- ab 2012 Kristina Doerschel, „Schule ohne Rassismus – Schule mit Courage“

## Bekannte Schüler und Lehrer

### Schüler
- Marco Büchel (* 1983), Politiker, Patenschaft für Schule ohne Rassismus – Schule mit Courage (2014)[4]
- Hans Keilson (1909–2011), Psychoanalytiker
- Emil Lask (1875–1915), Philosoph
- Marian Lux (* 1982), Komponist, Pianist, Patenschaft für Schule ohne Rassismus – Schule mit Courage (2014)[4]
- Horst Maschler (* 1933), Metallurg, Politiker

### Lehrer
- Roland Abramczyk (1880–1938)
- Waldemar Kopp (1825–1881)
- Hans-Jochen Krank (* 1948)
- Hans Treidler (1891–1968)